# Pleione vagans
Pleione vagans är en ringmaskart som beskrevs av Savigny in Lamarck 1818. Pleione vagans ingår i släktet Pleione och familjen Amphinomidae. Inga underarter finns listade i Catalogue of Life.